# Tauschwitz (Arzberg)
Tauschwitz ist ein weilerartiger Ortsteil der Gemeinde Arzberg im Landkreis Nordsachsen in Sachsen.

## Lage
Der weilerartige Ortsteil liegt nordöstlich von Belgern und südöstlich des Ortsteils Köllitsch auf einer Schwemmlandetage der östlichen Elbniederung. Die Kreisstraße 8914 erfasst das Dorf verkehrsmäßig auch im Fährbetrieb über die Elbe.

## Geschichte

Tauschwitz auf einer geschichtlichen Karte des Kreises Liebenwerda (1910).

Der weilerartige Ortsteil hat sich aus einem Einzelgut mit einer Häusergruppe eines Ortsadligen entwickelt. 1299 nannte sich das Gut und die Häusergruppe Heinricus et Eberhardus de Tuschewycz. Bis 1535 entwickelte sich der Name Tauschwitz. Der 1299 erwähnte Herrensitz gehörte 1925 zu Köllitsch. 1529 lebten im Gut vier Personen, 1918 waren es 191 und 1950 104. Die Bewohner pfarrten nach Belgern und gehörten zur Kirchgemeinde Blumberg. Die übergeordnete Behörde saß 1551 in Mühlberg/Elbe, 1816 in Liebenwerda und ab 1952 in Torgau. Das Gut mit 295 Hektar Land wurde dann ein Vorwerk und später ein Rittergut, nach 1945 dann enteignet.
Mit der Eingemeindung von Köllitsch nach Arzberg am 1. September 1965 wurde Tauschwitz ein Ortsteil dieser Gemeinde.

## Söhne und Töchter des Ortes
- Hans Carl von Kirchbach (1704–1753), kursächsischer Bergbeamter und Berghauptmann.